# Степанський район
Степанський район — колишнє адміністративне утворення у складі Рівненської області Української РСР.

## Історія
Указом Президії Верховної Ради Української РСР від 17 січня 1940 року в Рівненській області утворюються 30 районів, серед них — Степанський з Степанської волості Костопільського повіту з центром в селі Степань. У зв'язку з нацистською окупацією у 1941—1944 роках район входив до Костопільської округи. В першій половині 1944 року відновлено довоєнний адміністративний поділ області.
За даними районного відділу МДБ станом на квітень 1948 року з району було виселено 80 родин «бандпособників» і націоналістів.
Указом Президії ВР УРСР від 21 січня 1959-го ліквідовуються 11 районів Рівненської області, Степанського серед них немає.
Указом Президії ВР УРСР від 30 грудня 1962-го «Про укрупнення сільських районів Української РСР» район ліквідується, його територія включена до складу Сарненського.

## Населення
За переписом УРСР 1959 року чисельність населення району становила 31 137 осіб, з них — 14 096 чоловіків та 17 041 жінка.